# Wither Blister Burn & Peel
Wither Blister Burn & Peel è il secondo album in studio del gruppo musicale statunitense Stabbing Westward, pubblicato nel 1996.

## Tracce
1. I Don't Believe – 4:19
2. Shame – 4:52
3. What Do I Have to Do? – 4:08
4. Why – 6:09
5. Inside You – 3:44
6. Falls Apart – 3:58
7. So Wrong – 3:25
8. Crushing Me – 4:19
9. Sleep – 5:22
10. Slipping Away – 6:16

## Formazione
- Christopher Hall – voce, chitarra, programmazioni
- Jim Sellers – basso, chitarra
- Walter Flakus – tastiera, programmazioni, cori
- Andy Kubiszewski – batteria, tastiera, chitarra